# AMD K5

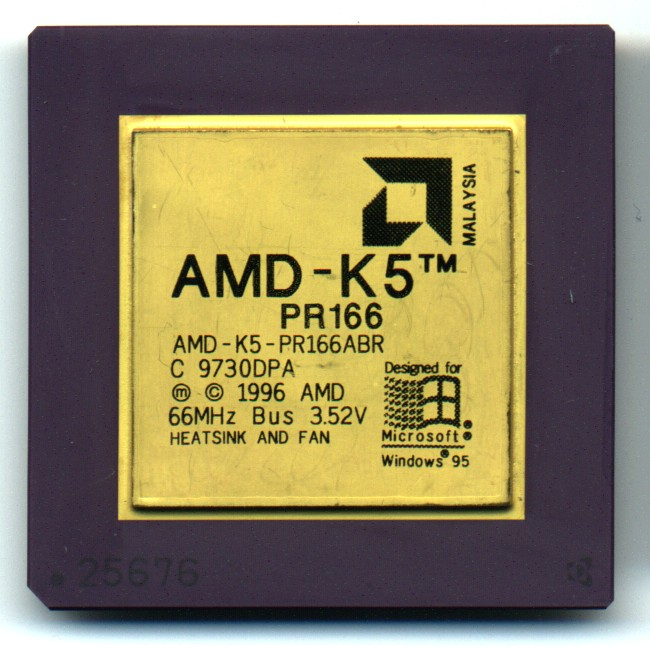
AMD K5 PR166

O K5 foi o primeiro processador x86 da AMD desenvolvido independentemente, introduzido em Março de 1996.. Seu principal concorrente era  a família de processadores Intel Pentium. Contudo ele foi originalmente planejado para ser lançado em 1995, mas por atrasos no projeto, foi adiado até 1996.

## SSA/5

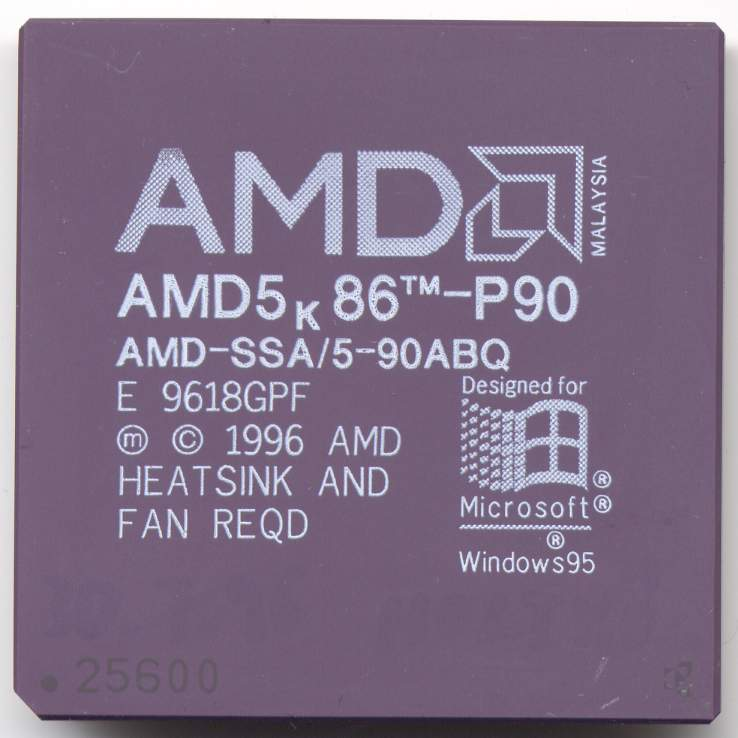
AMD 5K86-P90 (SSA/5)

- Comercializado como 5K86 PR75 a PR100, depois como K5 PR75 a PR100
- 4,3 milhões de transístores em 500 ou 350 nm
- Cache-L1: 8 + 16 KiB (Dados + Instruções)
- Soquete 5 e Soquete 7
- Voltagem do núcleo: 3.52V
- Barramento externo: 50 (PR75), 60 (PR90), 66 MHz (PR100)
- Data de lançamento: 27 de março de 1996
- Freqüência: 75, 90 e 100 MHz

## 5k86
- Comercializado como K5 PR120 a PR166 (PR200)
- 4.3 milhões de transístores em 350 nm
- Cache-L1: 8 + 16 KB (Dados + Instruções)
- Soquete 5 e Soquete 7
- Voltagem do núcleo: 3.52V
- Barramento externo: 60 (PR120/150), 66 MHz
- Data de lançamento: 7 de outubro de 1996
- Freqüência: 90 (PR120), 100 (PR133), 105 (PR150), 116.6 (PR166) e 133 MHz (PR200)